# لاستولا
لاستولا (به لاتین: Lastola) یک منطقهٔ مسکونی در روسیه است که در استان آرخانگلسک واقع شده‌است.